# Matthew d'Ancona
Matthew Robert Ralph d'Ancona (né le 27 janvier 1968) est un journaliste britannique. Ancien rédacteur en chef adjoint du Sunday Telegraph, il est nommé rédacteur en chef du Spectator en février 2006, poste qu'il occupe jusqu'en août 2009.

## Jeunesse et éducation
Le père de D'Ancona est un champion de tennis maltais d'origine italienne qui déménage en Angleterre pour étudier et jouer au football junior pour Newcastle United avant de devenir fonctionnaire. Sa mère est professeur d'anglais. D'Ancona fait ses études au St Dunstan's College, une école indépendante pour garçons (maintenant mixte) à Catford, dans le sud de Londres, où il est préfet en chef. Il remporte également un concours de rédaction organisé par The Observer sur le thème de l'avenir de l'industrie britannique. Il étudie au Magdalen College de l'Université d'Oxford, où il décroche la première place en histoire moderne pour son année en 1989. La même année, il est élu membre du All Souls College d'Oxford.

## Carrière
Après un an d'études sur la confession médiévale, d'Ancona rejoint le magazine Index on Censorship, avant de passer au Times en tant que stagiaire. Là, il monte rapidement pour devenir correspondant éducatif puis rédacteur en chef adjoint à l'âge de 26 ans.
Il rejoint The Sunday Telegraph en 1996 en tant que rédacteur en chef adjoint des commentaires et chroniqueur, avant de devenir rédacteur en chef adjoint. Il écrit une chronique politique hebdomadaire dans The Sunday Telegraph pendant une décennie, rôle dans lequel il est "traité comme le meilleur aperçu du cameronisme par les députés conservateurs". Il succède à Boris Johnson en tant que rédacteur en chef de The Spectator. Le 28 août 2009, il quitte ses fonctions de rédacteur en chef pour être remplacé par Fraser Nelson.
Bien qu'il ne soit pas lui-même croyant, d'Ancona est également le co-auteur de deux livres sur la théologie chrétienne primitive, The Jesus Papyrus  et The Quest for the True Cross. Il écrit trois romans, Going East, Tabatha's Code et Nothing to Fear. D'Ancona écrit également plusieurs articles pour le magazine politique britannique Prospect.
En janvier 2015, d'Ancona rejoint The Guardian en tant que chroniqueur hebdomadaire. Il quitte le journal en 2019. Il écrit également des chroniques pour l'Evening Standard, GQ et le New York Times, et est rédacteur en chef de Tortoise Media.
Il est président du groupe de réflexion conservateur libéral Bright Blue, administrateur du Science Museum et chercheur invité à l'Université Queen Mary de Londres.